# 笹子村 (秋田県)
笹子村（じねごむら）は秋田県由利郡にあった村。現在の由利本荘市の南東端にあたる。

## 地理
- 山：丁岳、萱森、観音森、大森山、男甑山、女甑山、大仙山、姥井戸山、月山、観音森、朝日森、大火山
- 河川：笹子川、丁川、直根川

## 歴史
- 1889年（明治22年）4月1日 - 町村制の施行により、上笹子村、下笹子村の区域をもって発足。
- 1955年（昭和30年）3月31日 - 直根村・川内村と合併して鳥海村が発足。同日笹子村廃止。

## 交通

### 道路
- 矢島街道（現・国道108号）